# 学校法人静岡雙葉学園
静岡雙葉学園（しずおかふたばがくえん）は、静岡県静岡市葵区に立地する学校法人。中高一貫校の女子校を運営する。

## 沿革
- 1951年 学校法人静岡雙葉学園が設立。
- 2003年 創立100周年を迎える。

## 所属学校
- 静岡雙葉中学校・高等学校 （中高一貫校）

## 所在地
- 静岡市葵区追手町10-71

## 交通機関
- JR静岡駅
- 静岡鉄道新静岡駅

## 系列校
- 雙葉学園
- 田園調布雙葉学園
- 横浜雙葉学園
- 福岡雙葉学園

## 税制上の優遇措置
- 本法人は、『私立学校法第3条に規定する学校法人で学校の設置若しくは学校及び専修学校若しくは各種学校の設置を主たる目的とするもの又は私立学校法第64条第4項の規定により設立された法人で専修学校若しくは各種学校の設置を主たる目的とするもの』として特定公益増進法人の交付を受けている法人である。そのため、寄付金の額に応じて個人・法人の所得から控除（確定申告による手続き）される税法上の優遇措置を受けられる。[1]